# Bożidar Nanew
Bożidar Michajłow Nanew, bułg. Божидар Михайлов Нанев (ur. 19 stycznia 1963 w Dimitrowgradzie) – bułgarski lekarz, działacz samorządu zawodowego, w latach 2009–2010 minister zdrowia.

## Życiorys
Ukończył studia medyczne w Wyższym Instytucie Medycznym w Warnie. Specjalizował się w chirurgii ogólnej, dziecięcej i klatki piersiowej. Jako lekarz był związany m.in. ze szpitalem uniwersyteckim w Warnie. W 2008 został przewodniczącym zarządu okręgowej izby lekarskiej, a w styczniu 2009 prezesem Bułgarskiego Związku Lekarskiego. W lipcu tegoż roku z rekomendacji partii GERB został ministrem zdrowia w rządzie Bojka Borisowa.
W marcu 2010 złożył rezygnację, którą premier przyjął. Powodem było wszczęte postępowanie prokuratorskie i zarzuty o narażenie państwa na straty z powodu zakupu szczepionek przeciw wirusowi A/H1N1 po zawyżonej cenie. Z powodu tego oskarżenia wyemigrował do Francji. W 2012 został uniewinniony w postępowaniu karnym prowadzonym w tej sprawie. Kilka lat później zasądzono na jego rzecz odszkodowanie za bezpodstawne oskarżenie.